# Karl Schäfer
Karl Schäfer (Vienna, 17 maggio 1909 – Vienna, 23 aprile 1976) è stato un pattinatore artistico su ghiaccio e nuotatore austriaco, due volte medaglia d'oro olimpica e 7 volte campione mondiale nel pattinaggio singolo.

## Biografia
Schäfer ha dominato il panorama del pattinaggio artistico durante la prima metà degli anni 1930, culminando la propria carriera con l'oro olimpico ai Giochi di Lake Placid 1932 e un altro oro conquistato ai successivi Giochi di Garmisch-Partenkirchen 1936. Noto per le sue eccezionali qualità atletiche, è stato anche un campione di nuoto, e ha gareggiato nei 200 metri rana alle Olimpiadi di Amsterdam 1928.
In suo onore, la competizione internazionale di pattinaggio artistico, che si è svolta a Vienna dal 1974 al 2008, è stata denominata Karl Schäfer Memorial.
Karl Schäfer era cognato di Helene Engelmann.

## Palmarès
| Risultati                 | Risultati      | Risultati      | Risultati      | Risultati      | Risultati      | Risultati      | Risultati      | Risultati      | Risultati      | Risultati      |
| Internazionali            | Internazionali | Internazionali | Internazionali | Internazionali | Internazionali | Internazionali | Internazionali | Internazionali | Internazionali | Internazionali |
| Evento                    | 1927           | 1928           | 1929           | 1930           | 1931           | 1932           | 1933           | 1934           | 1935           | 1936           |
| ------------------------- | -------------- | -------------- | -------------- | -------------- | -------------- | -------------- | -------------- | -------------- | -------------- | -------------- |
| Giochi olimpici invernali |                | 4º             |                |                |                | 1º             |                |                |                | 1º             |
| Campionati mondiali       | 3º             | 2º             | 2º             | 1º             | 1º             | 1º             | 1º             | 1º             | 1º             | 1º             |
| Campionati europei        | 3º             | 2º             | 1º             | 1º             | 1º             | 1º             | 1º             | 1º             | 1º             | 1º             |
| Nazionali                 |                |                |                |                |                |                |                |                |                |                |
| Campionati austriaci      | 2º             | 2º             | 1º             | 1º             | 1º             | 1º             | 1º             | 1º             |                | 1º             |